# Chudów (hrad)
Hrad Chudów (polsky Zamek v Chudowie) se nachází u vesnice Chudów ve gmině Gierałtowice, v okrese Gliwice, ve Slezském vojvodství, v jižním Polsku.

## Historie
Hrad Chudów byl původně renesanční zámek z 30. let 16. století, který nechal postavit Jan Saszowski z Gierałtowic na místě starší dřevěné obranné věže. Hrad obdélníkového půdorysu je postaven z kamene a cihel, má centrální nádvoří s ambity a studnou. V roce 1874 zámek vyhořel a z místa se stala ruina. V roce 1995 byla založena nadace „Zamek Chudów”, která po získání objektu v roce 1999 začala provádět rekonstrukce a archeologický průzkum. V roce 2004 byla kompletně opravena zámecká věž, kde se nachází malé zámecké muzeum se sbírkou místních archeologických nálezů.

## Další informace
V místě se také konají středověké jarmarky a občasně také další kulturní akce.
V blízkosti hradu se také nachází bludný balvan Chudów a vykotlaný topol Tekla.
Ke hradu vedou turistické stezky a cyklostezky.

## Galerie

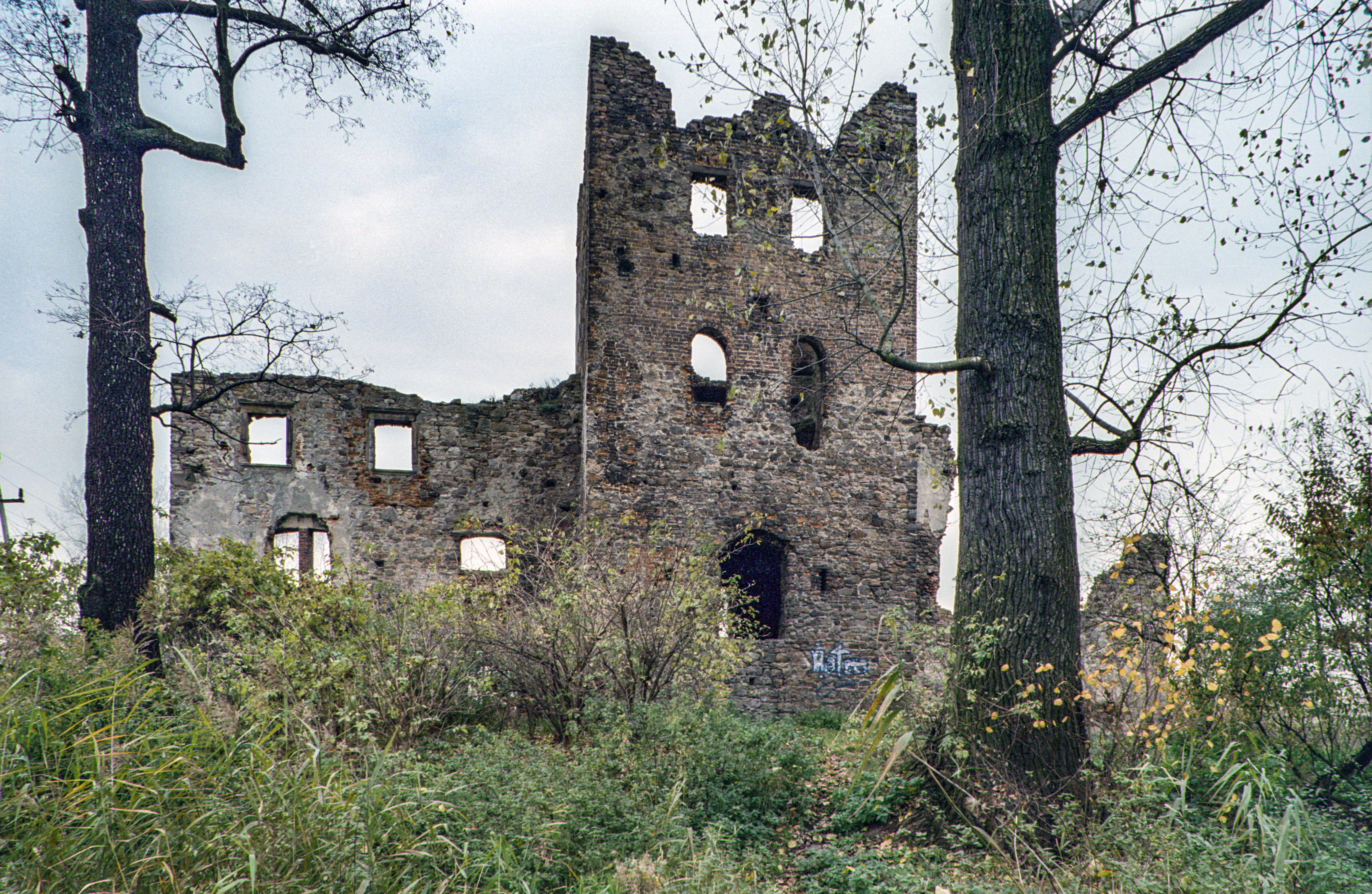
Hrad před rekonstrukcí
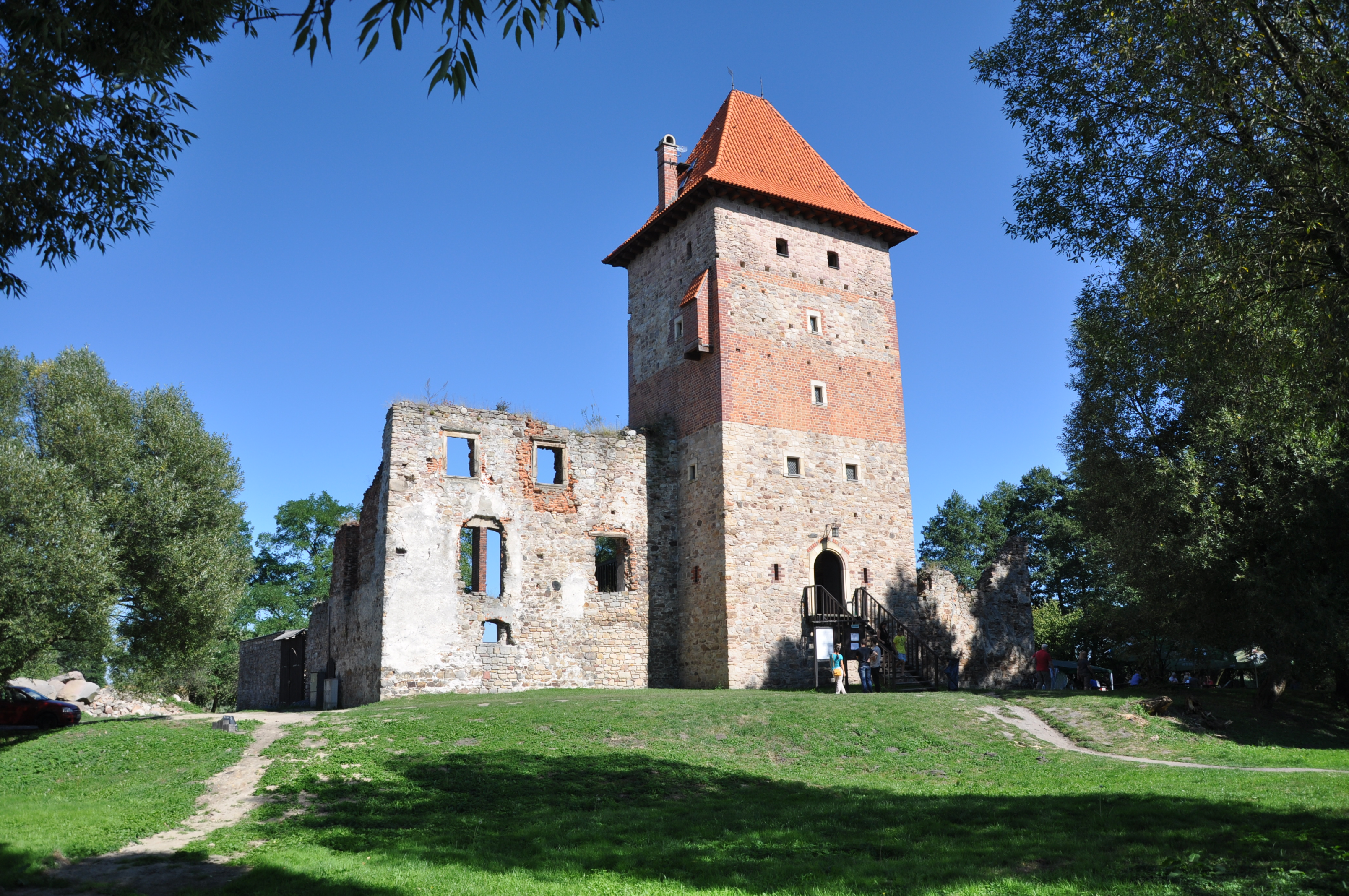
Hrad po rekonstrukci
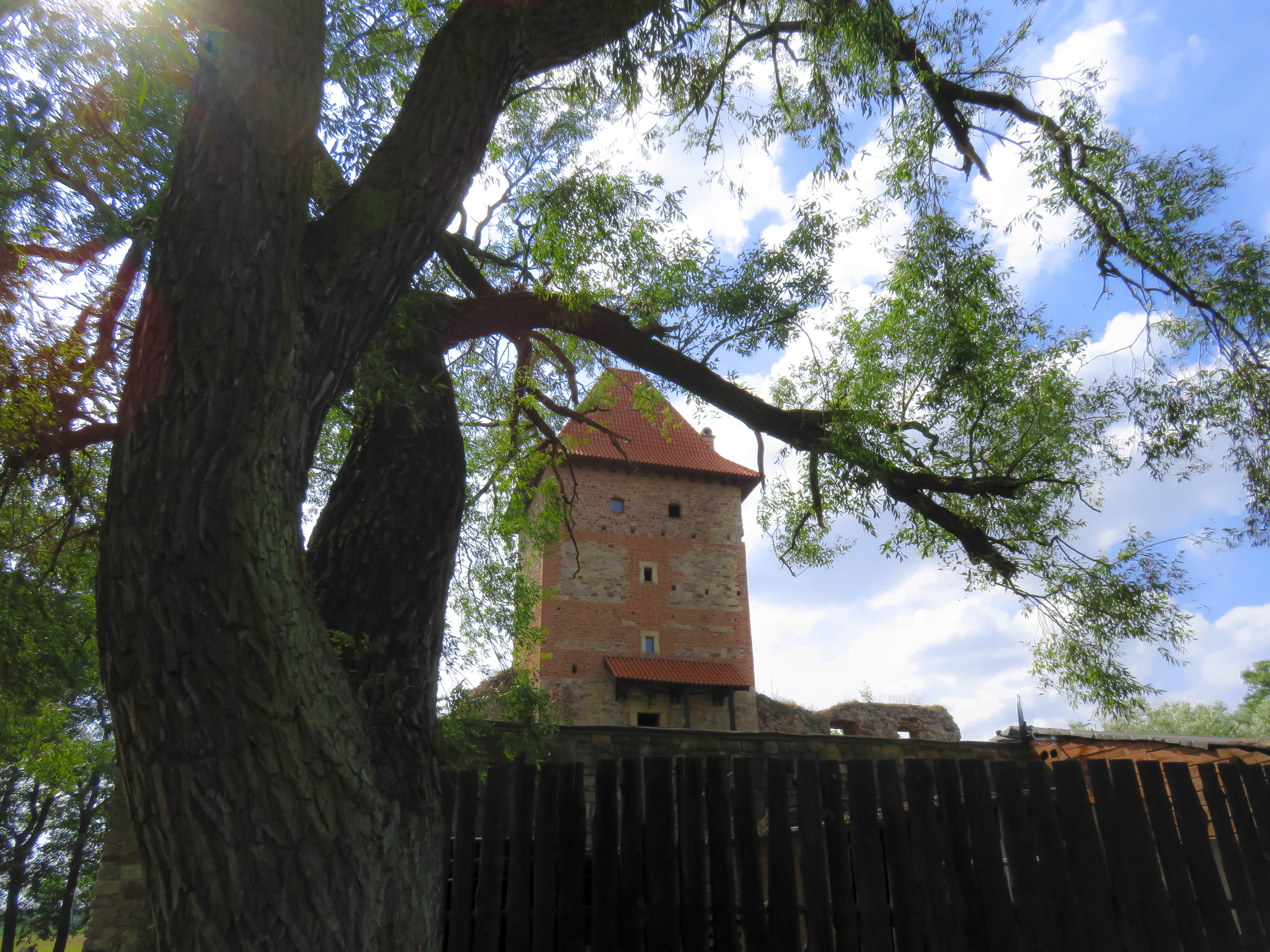
Hrad po rekonstrukci
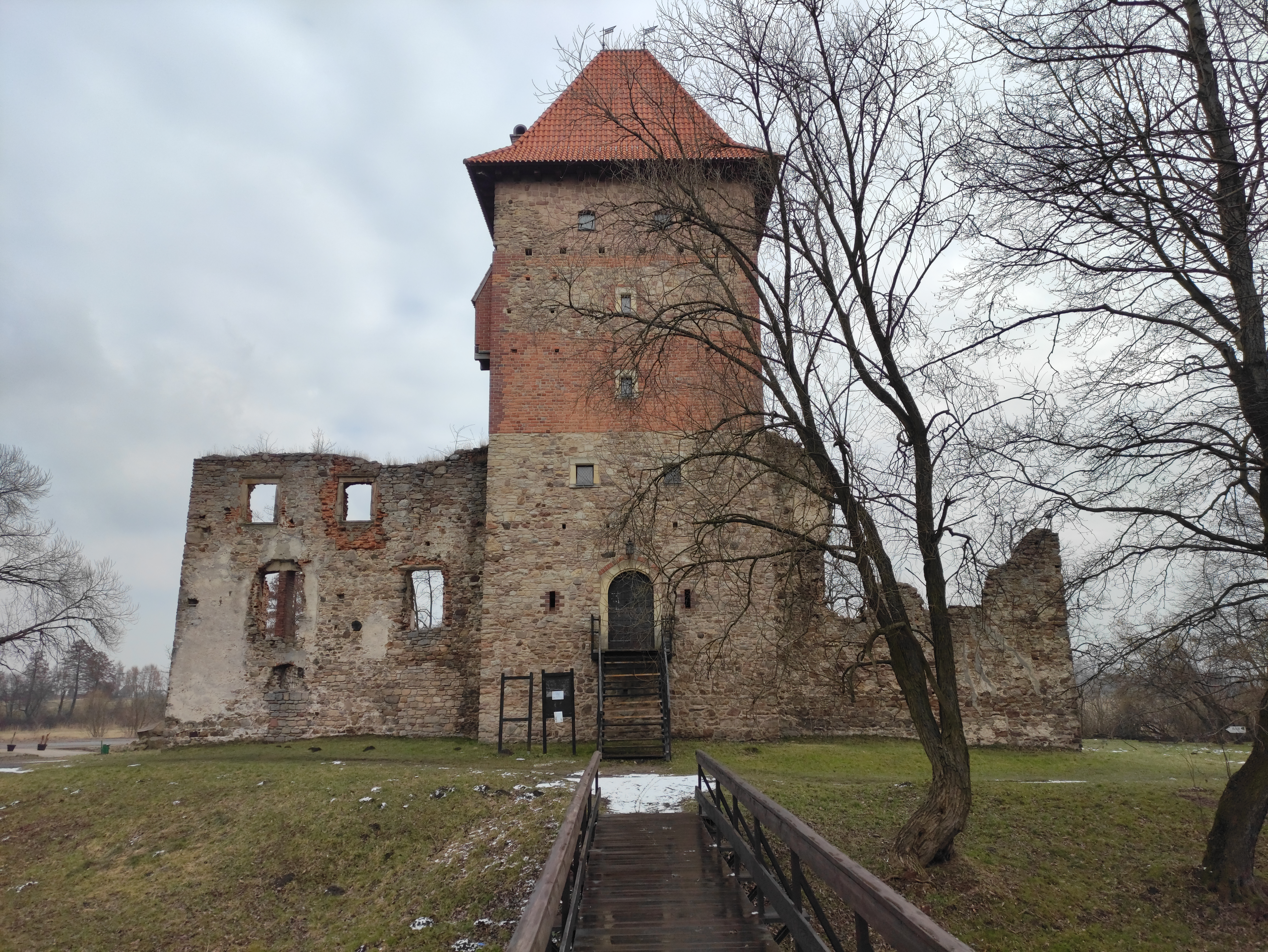
Hrad po rekonstrukci
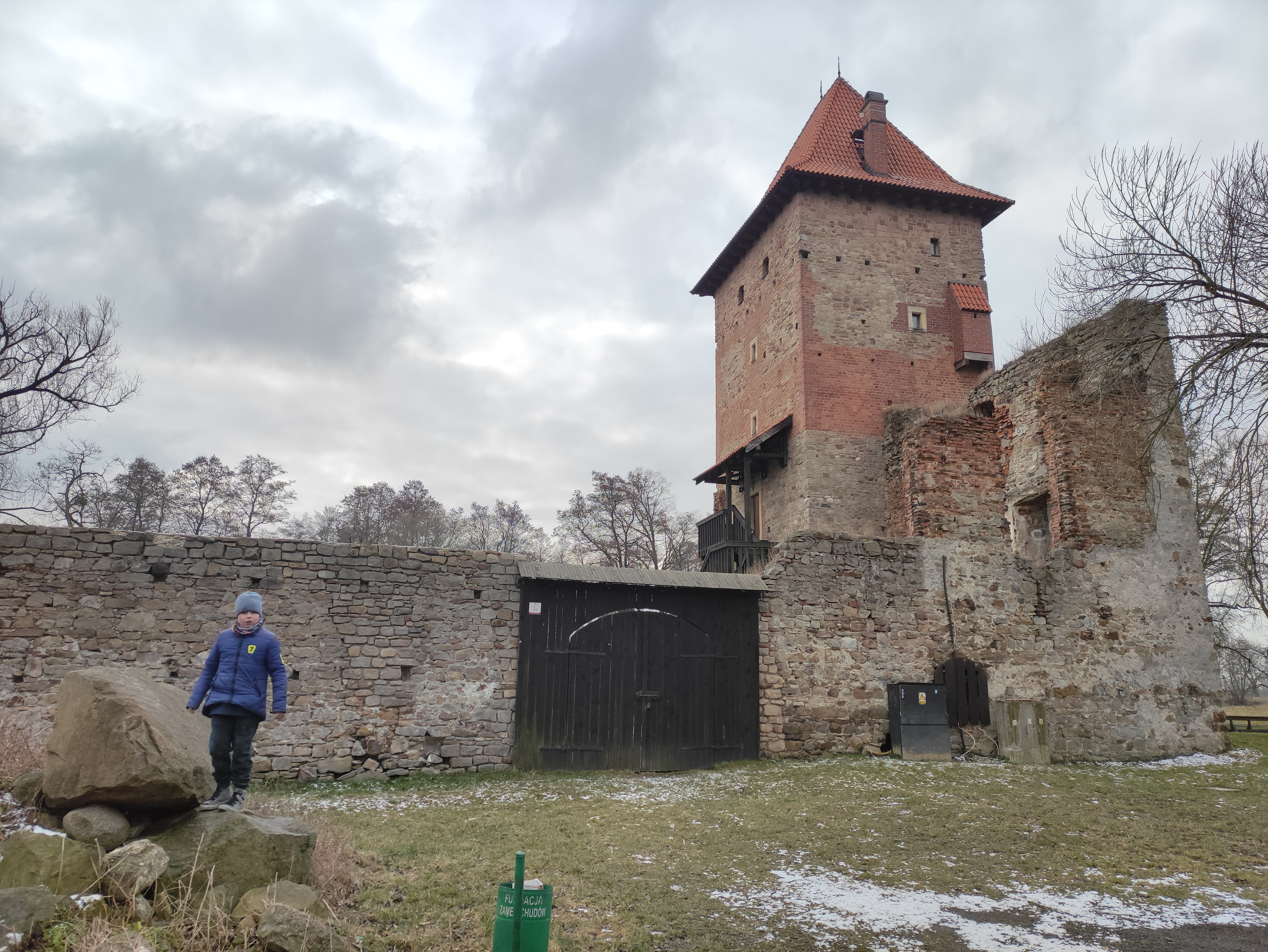
Hrad po rekonstrukci
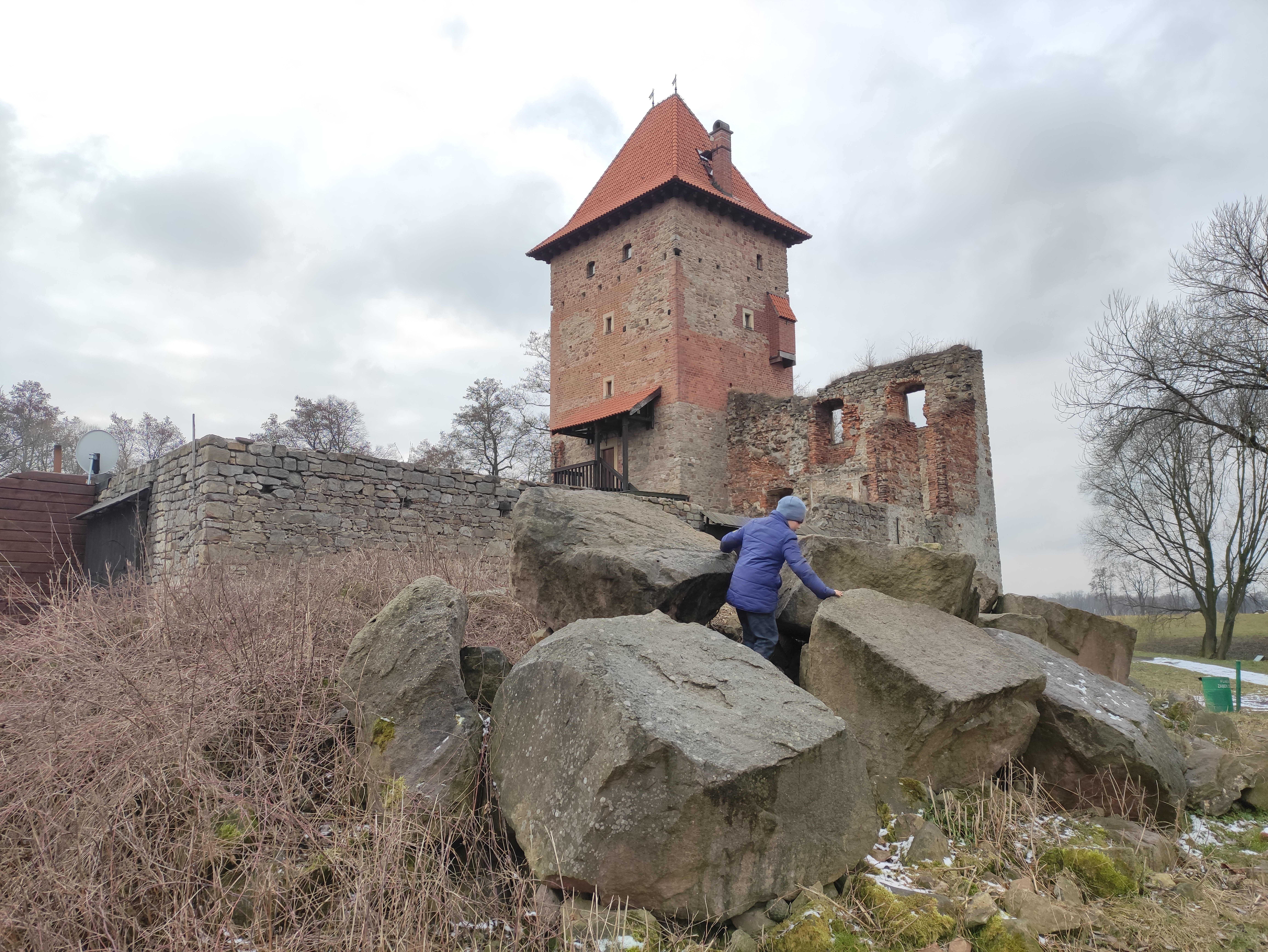
Hrad po rekonstrukci
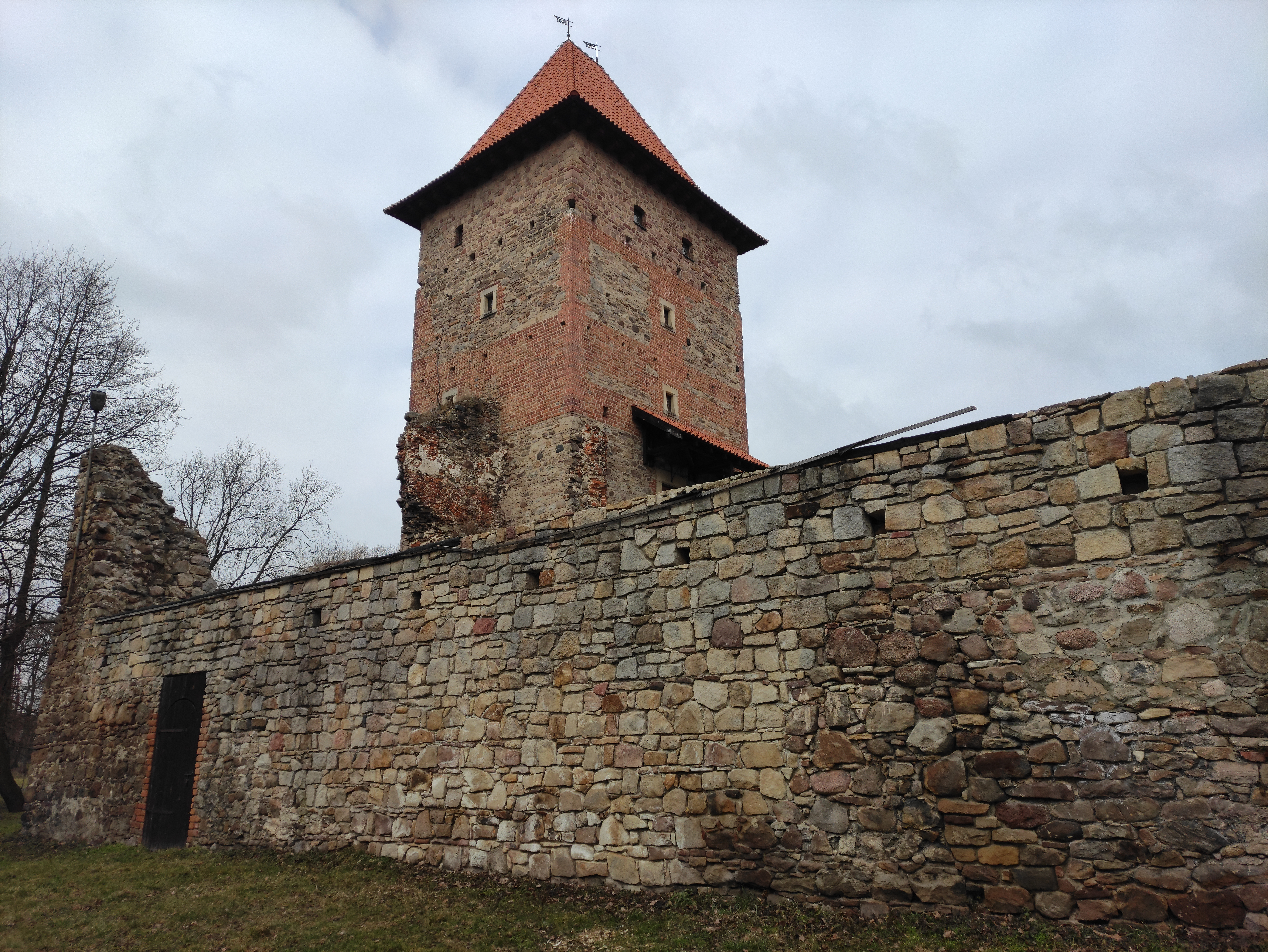
Hrad po rekonstrukci
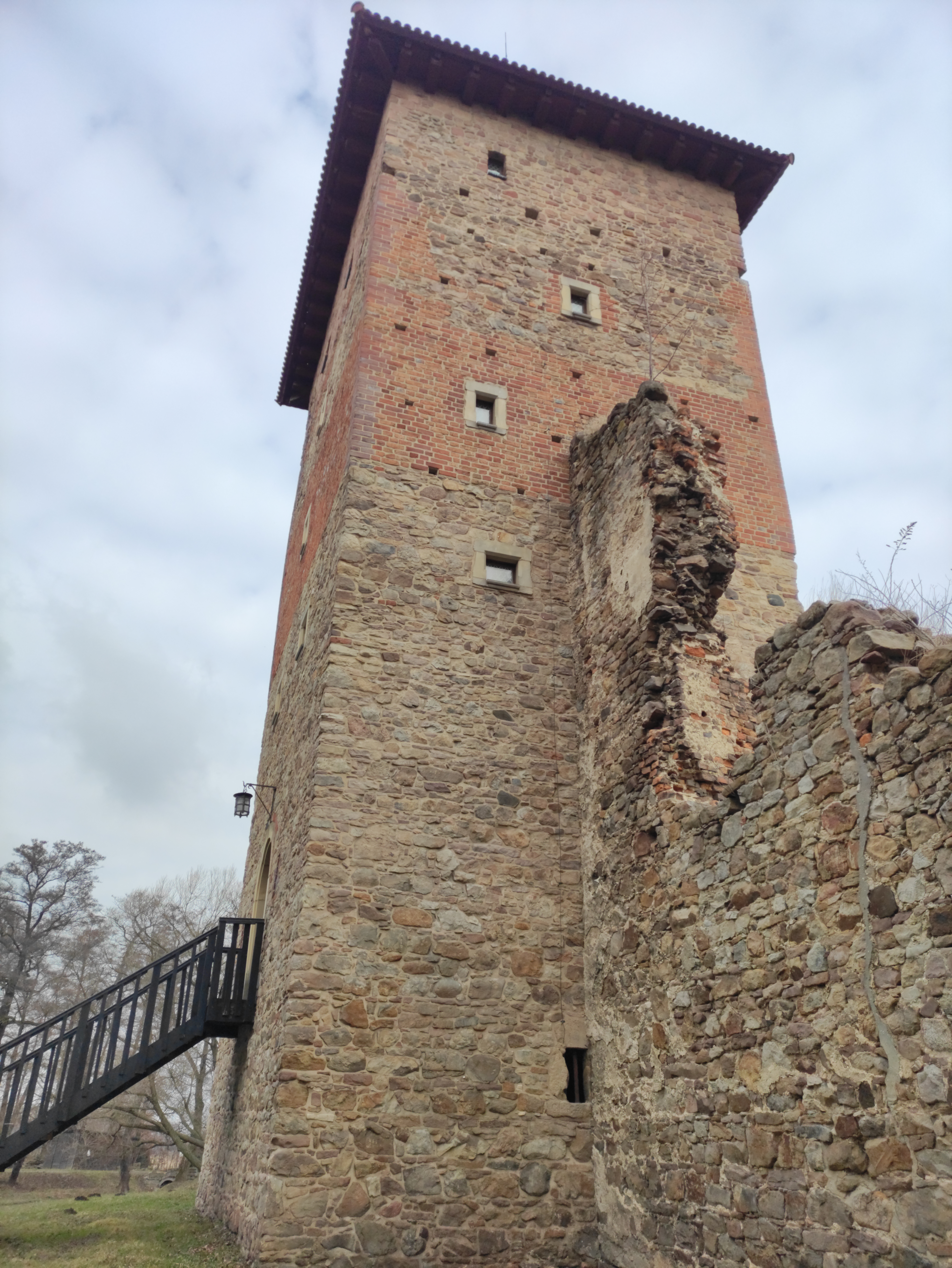
Hrad po rekonstrukci
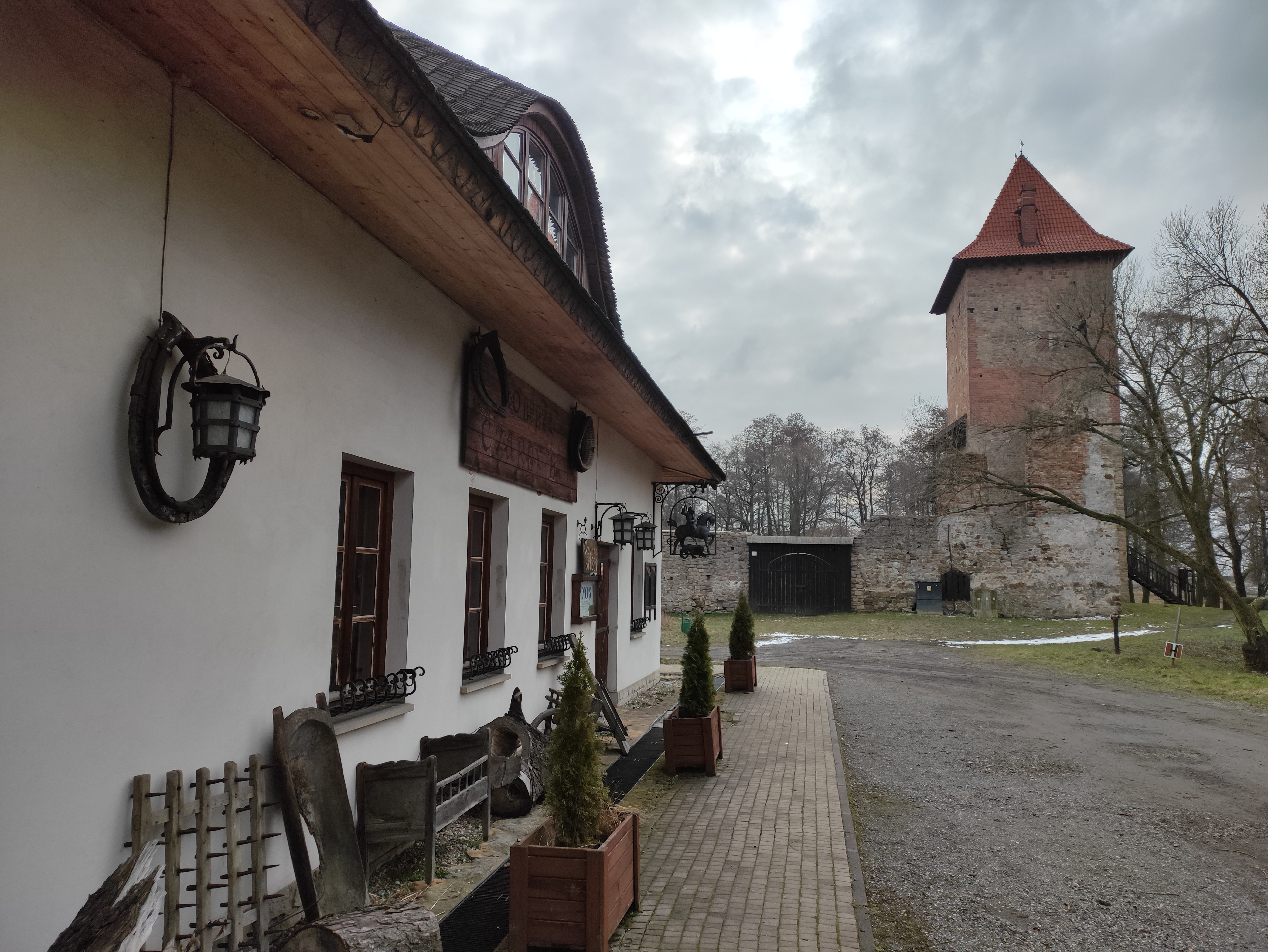
Hrad po rekonstrukci
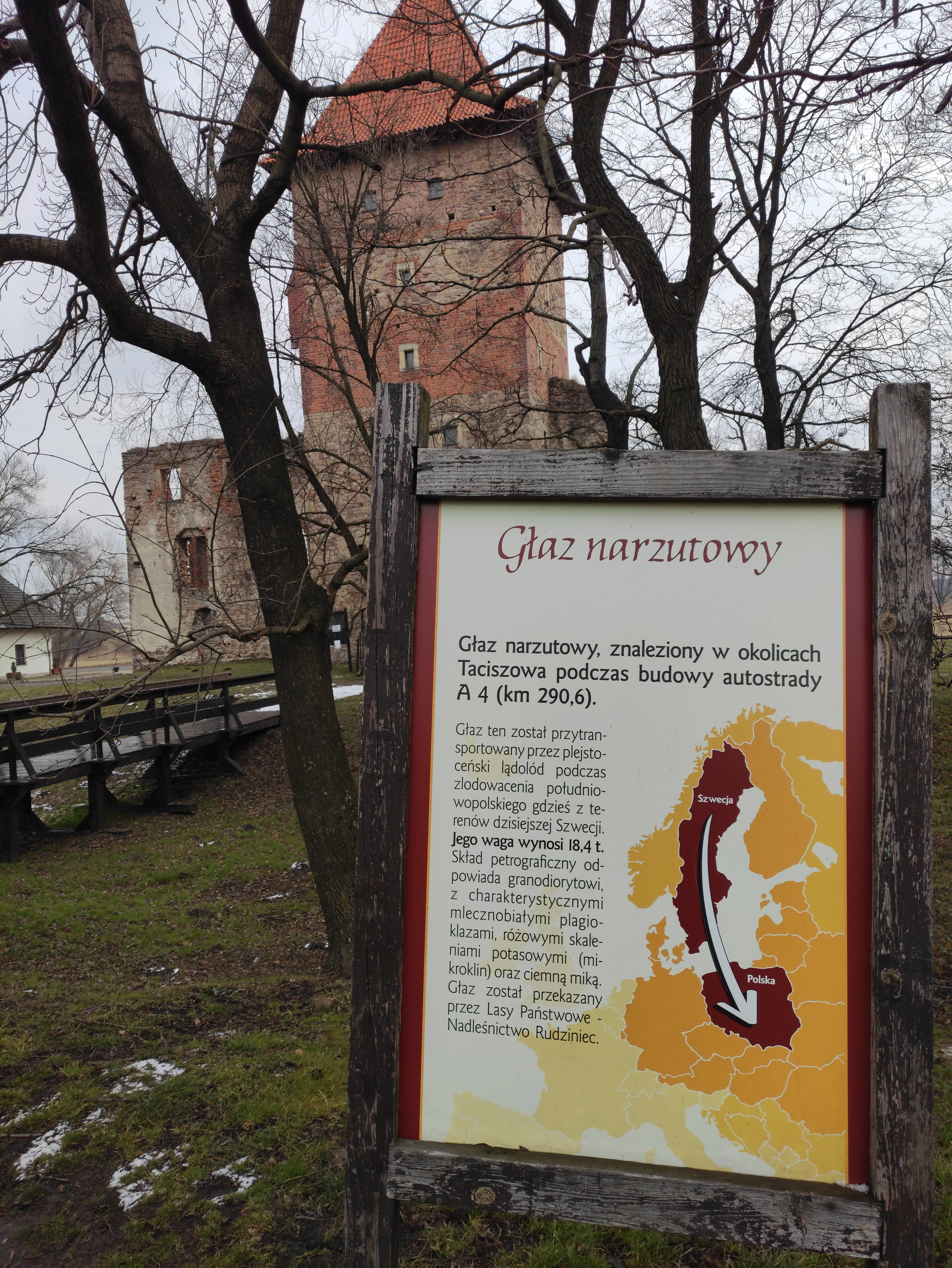
Hrad po rekonstrukci